# Nísiros
Nísiros (En griego: Νίσυρος, en italiano: Nisiro y en idioma turco: Íncirli) es una isla griega situada al sur del mar Egeo. Forma parte del archipiélago del Dodecaneso y de la región administrativa homónima cuya capital es Rodas. El municipio de Nísiros incluye las islas de Gyali, Pergousa, Kadelioussa, Agios Antonios, Strongilí y Pachia.

## Geografía
Su superficie es de 41 km² siendo su punto más alto una cima de 638 m, de origen volcánico. Es el volcán más joven del mar Egeo, siendo su última erupción en 1887. El cráter del volcán mide 4 km de diámetro. La isla está rodeada de cuatro islotes también de origen volcánico de uno de los cuales, el islote de Yali, se extrae la piedra pómez de una mina que cubre un tercio de su superficie y que tiene cincuenta años de actividad. casi en el centro de Nísiros, en la meseta de Lakki, se encuentra el cráter del volcán extinto Polibotes, de 260 m de diámetro y una profundidad de 30 m. El aire circundante está saturado por un fuerte olor a azufre y el paisaje es lunar. 
La capital y el puerto de Nísiros es Mandraki, situado al noroeste al pie de una colina abrupta. La blancura de sus casas contrasta con la oscuridad de la tierra volcánica. Al sur de la isla se encuentra el pueblo de Nikia, en la cima de una colina a 400 m sobre el nivel del mar. Sus casas blancas con las puertas y ventanas pintadas de vivos colores y sus tejados de teja destacan sobre el campo circundante. Nísiros posee hermosas playas entre las que destacan las de mandraki, Joklaki, Agia Irini y Avlaki.

## Historia
Una leyenda relatada por Estrabón cuenta que, durante la guerra entre los dioses y los gigantes, Poseidón cogió una roca de Cos para matar a Polibotes, formando así la isla de Nísiros.
Es mencionada en el Catálogo de naves de la Ilíada  entre los territorios comandados por Fidipo y Antifo que acudieron a la Guerra de Troya.
Los habitantes de Nísiros, —que, según Heródoto, eran de origen dorio, de Epidauro—, formaron parte de las fuerzas persas comandadas por Artemisia durante las batallas de Artemisio y Salamina del año 480 a. C.
Fue miembro de la liga de Delos puesto que como tal aparece en registros de tributos a Atenas entre los años 452/1 y 428/7 a. C. Se han hallado monedas de bronce de Nísiros del siglo IV a. C. con la leyenda «ΝΙΣΥΡΙΟΝ».
Además, Estrabón menciona  que en Nísiros se hallaba una ciudad de su mismo nombre, un puerto, fuentes termales y un templo de Poseidón.
Un castillo construido por los caballeros de la orden de San Juan de Jerusalén destaca al sur de la pequeña ciudad mientras que una iglesia cercana está consagrada a Panagía Spiliani (Nuestra señora de las Cuevas). Construida en 1600, está relacionada con multitud de tradiciones y encierra un hermoso icono del siglo XVIII.

## Economía
Las fuentes de agua caliente de la isla, conocidas desde la antigüedad, siguen activas hoy en día en las cercanías de Lutra, a 1,5 km de Mandraki. Pali, un pintoresco pueblo de pescadores, se encuentra al este de Lutra. Los cultivos más importantes de la isla son el olivo, la higuera, la vid y los árboles frutales.
Nísiros no es autosuficiente en agua dulce. Recibe agua todos los años, sobre todo en verano desde Rodas a un coste aproximado de 5€ por metro cúbico.